# Ý thức tiểu nông

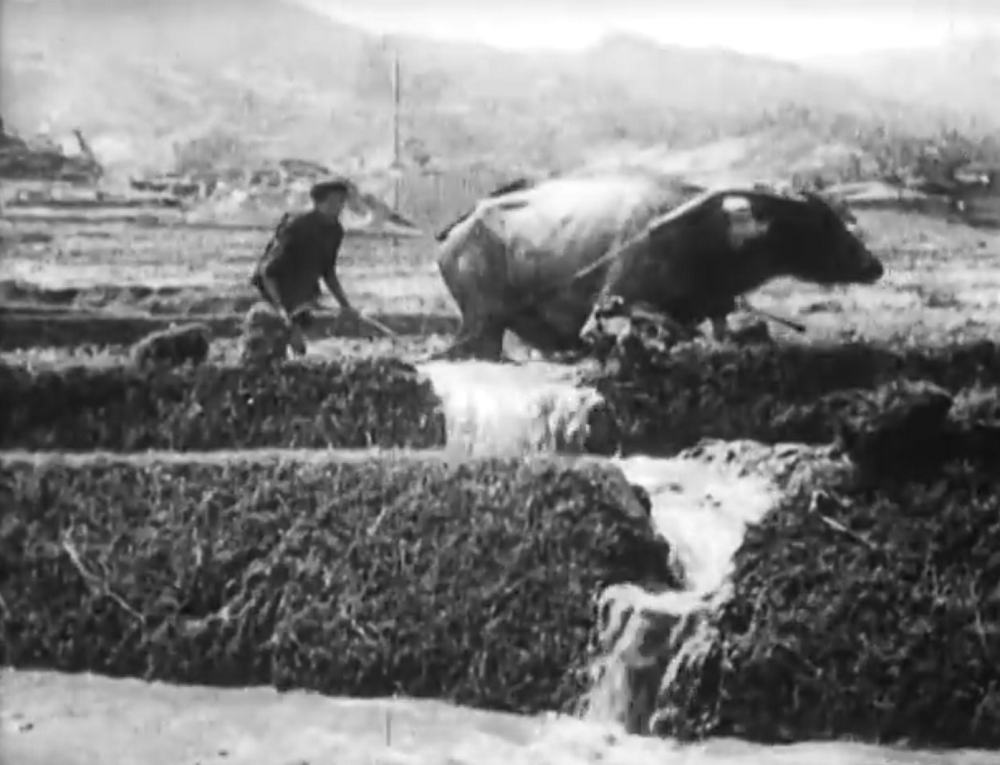
Một nông dân Trung Quốc đang cày bừa trên cánh đồng vào thập niên 1910 hoặc 1920.

Ý thức tiểu nông (giản thể: 小农意识; phồn thể: 小農意識; bính âm: Xiǎonóng yìshí) là một thuật ngữ dùng để mô tả chủ nghĩa địa phương có nguồn gốc từ nông thôn Trung Quốc, và có liên quan đến xã hội biệt lập, truyền thống, và các khía cạnh nông nghiệp trong văn hóa Trung Quốc.